# Jorge Carrascosa
Jorge Omar Carrascosa (Valentín Alsina, 15 agosto 1948) è un ex calciatore argentino, di ruolo terzino destro.

## Carriera

### Giocatore

#### Club
Detto El Lobo (il lupo), iniziò la sua carriera con il Banfield nel 1967 per poi passare, nel 1970, al Rosario Central con cui vinse nel 1971 il campionato. Nel 1973 si trasferì all'Huracán vincendo un altro campionato.
Si ritirò nel 1979.

#### Nazionale
A livello internazionale ha fatto parte della nazionale argentina dal 1970 al 1977 partecipando al Mondiale del 1974. In totale con la maglia albiceleste disputò 30 partite segnando un gol.
Si ritirò dalla nazionale all'alba del Mondiale del 1978. Carrascosa, allora carismatico capitano dell'albiceleste, lasciò la nazionale per ragioni personali. Anni dopo dichiarò che la ragione del suo ritiro dalla nazionale era quello di essersi sentito esausto dalla pressione mediatica e dall'ossessione per il successo tipica del mondo del calcio argentino.

## Palmarès

### Club

#### Competizioni nazionali
- Campionato argentino: 2

Rosario Central: Nacional 1971
Huracán: Metropolitano 1973